# Nicholas Hilliard
Nicholas Hilliard (1547 circa – Londra, 1619) è stato un pittore e orafo inglese, celebre per i suoi ritratti miniati dei membri della corte di Elisabetta I d'Inghilterra e di Giacomo I d'Inghilterra. Per la maggior parte delle sue opere si servì di piccoli ritratti ovali, ma sono soprattutto celebri due sue pitture su tavola con il ritratto di Elisabetta..
Nonostante fosse molto celebrato come artista e potesse usufruire di enormi guadagni, visse in perenne stato di indebitamento e dissesto economico a causa della sua passione per il gioco d'azzardo e le scommesse. Tecnicamente seguì la tradizione ritrattistica europea, ma i suoi ritratti mostrano una vividezza e un fascino che lo fanno ancora indicare come "la figura artistica centrale del periodo elisabettiano, l'unico artista dell'epoca nei cui lavori vive e si riflette il microcosmo delle prime opere di Shakespeare".

## Biografia

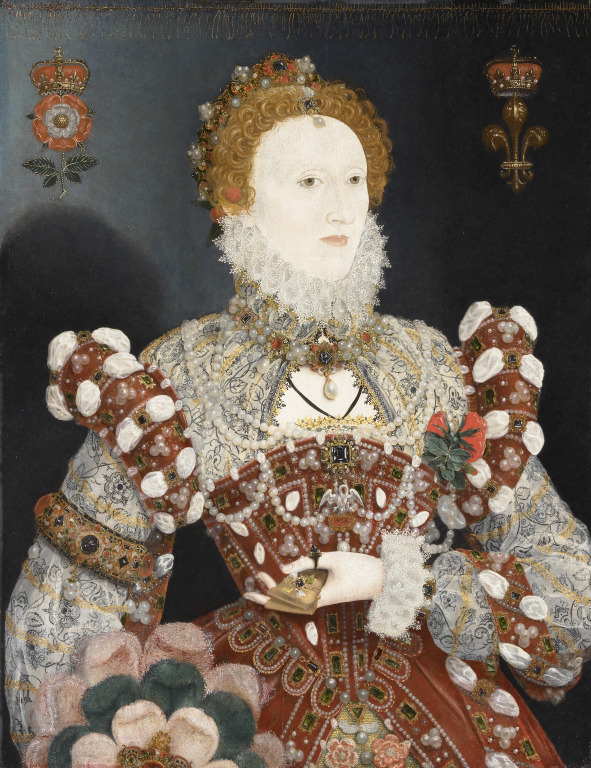
Una delle due celebri pitture su tavola di Hilliard (nota con il nome Ritratto col pellicano) raffiguranti la regina Elisabetta I del 1576.

Hilliard nacque a Exeter; suo padre, Richard Hilliard (1519-1574), era un orefice di fervente credo protestante e ricoprì la carica di sceriffo della contea nel 1560, mentre sua madre, Laurence Wall, era figlia di John Wall, un celebre orefice di Londra. Hilliard era, molto probabilmente, strettamente imparentato con Grace Hiller, prima moglie di Theophilus Eaton, uno dei fondatori della colonia americana di New Haven, nel Nuovo Mondo.
Il giovane Hilliard crebbe a stretto contatto con la più importante famiglia protestante di Exeter, quella di John Bodley, padre di Thomas Bodley, fondatore della Biblioteca Bodleiana. Con la salita al trono d'Inghilterra della cattolica Maria I d'Inghilterra, Bodley fu costretto a lasciare la madrepatria, e Hilliard seguì la famiglia. È così che in un documento dell'8 maggio 1557 si parla del giovane Hilliard come parte della forte famiglia Bodley che partecipa ad una celebrazione calvinista tenuta da John Knox. Anche se il Calvinismo non sembra aver influenzato la visione del mondo di Hilliard, tuttavia acquisì un fluente francese che gli sarebbe in seguito stato molto utile. Mentre Thomas Bodley ebbe certamente una rigida educazione classica nelle scuole più importanti di Ginevra, nulla sappiamo di certo sull'educazione del suo amico Nicholas. Esiste un ritratto dello stesso Hilliard del 1560, quando il giovane era appena tredicenne, e un ritratto della regina Maria Stuarda venne dipinto da un Hilliard appena diciottenne. Presto il giovane Hilliard divenne allievo del gioielliere della regina Robert Brandon, ciambellano della città di Londra, e lo storico dell'arte Sir Roy Strong ipotizza che Hilliard abbia appreso l'arte della miniatura da Levina Teerlinc, una celebre miniaturista fiamminga molto attiva alla corte di Elisabetta. La Teerlinc era a sua volta figlia e allieva del grande Simon Bening, l'ultimo grande maestro della scuola miniaturista fiamminga, divenuto pittore di corte sotto il regno di Enrico VIII dopo la morte di Hans Holbein il Giovane. Dopo sette anni di apprendistato Hilliard divenne ufficialmente un orafo dietro l'egida della gilda della Worshipful Company of Goldsmiths, nel 1569, subito dopo aprì una bottega d'orefice con il suo fratello più giovane, John, e sposò la figlia di Brandon, Alice, nel 1576, dalla quale ebbe sette figli.

## Carriera artistica

### Miniaturista alla corte di Elisabetta
Hilliard terminò il suo apprendistato durato sette anni proprio nel momento in cui a corte c'era un disperato bisogno di un nuovo ritrattista. Risalirebbero a quest'epoca i due ritratti su tavola noti con il nome di Ritratto col pellicano e Ritratto con la fenice, databili tra il 1572 ed il 1576.

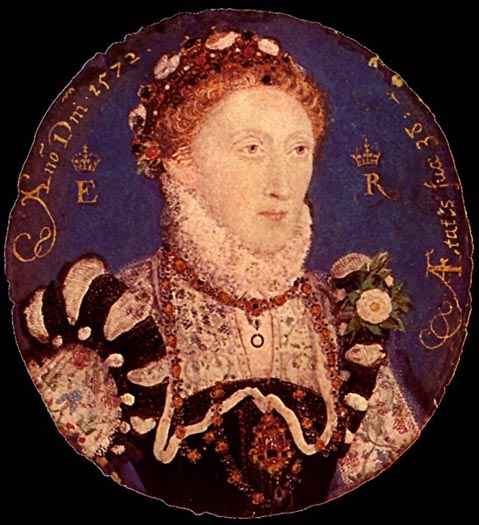
Il primo ritratto miniato ufficiale della Regina Elisabetta I risalente al 1572

Hilliard venne nominato miniaturista di corte in una data imprecisata ma il primo suo ritratto ufficiale è databile al 1572 e del 1573 è un documento nel quale la regina Elisabetta elogia il pittore per i servigi e la lealtà prestati. Nel 1571 Hilliard realizzò un libro di ritratti per il conte di Leicester Robert Dudley, il favorito della regina Elisabetta, che gli permise di diventare un noto ritrattista non solo tra tutti i membri della corte elisabettiana ma anche nel circolo del Conte di Leicester.

### Il soggiorno in Francia
A dispetto della notorietà ormai raggiunta e del favore della corona inglese, Hilliard, da poco sposato, decise di lasciare l'Inghilterra per raggiungere la Francia, [ ]unicamente per attingere nuove conoscenze da questo viaggio e per guadagnare maggior fortuna dai nobili di questa terra con il quale vivere agiatamente di ritorno in patria[ ], come scrisse diligentemente l'ambasciatore inglese in terra francese, Amyas Paulet, del quale Hilliard fu per diverso tempo ospite. Risale a questo stesso periodo la miniatura di Francesco Bacone, anch'egli spesso ospite dell'ambasciatore inglese a Parigi. Hilliard rimase in Francia inserendosi all'interno della corte francese, tra il 1578 ed il 1579, dove conobbe lo scultore di corte Germain Pilon e il pittore di corte Giorgio di Ghent, e dove frequentò il poeta Pierre de Ronsard, dal quale ricevette, secondo le memorie dello stesso Hilliard, il seguente complimento:
In una nota di pagamento proveniente dalle carte di Francesco Ercole di Valois, Hilliard compare con il nome di Nicholas Belliart, peintre anglois, nel 1577 ricevendo la paga di 200 livree. Dello stesso anno è una miniatura di Madame de Sourdis, un personaggio di spicco della corte in quel periodo, ed altri ritratti miniati di Gabrielle d'Estrées, nipote di Madame de Sourdis, della principessa di Condé e di Madame de Montgomery sono tutti probabili opere di Hilliard.

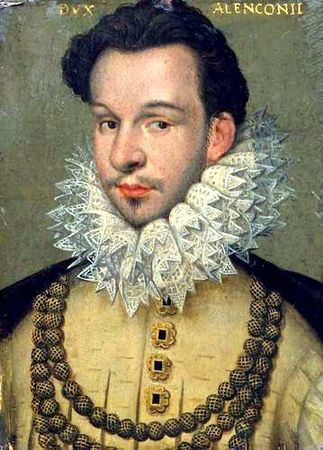
Ritratto miniato ovale del Duca d'Alençon di Hilliard, risalente al 1577.

Quello del denaro fu un problema perenne per Hilliard, il prezzo usuale per un ritratto miniato era di circa 3 sterline, e il pittore godeva di una rendita donata dalla regina inglese di 40 sterline annue. Nel 1617 Hilliard ottenne il monopolio su tutti i ritratti e le miniature di Giacomo I, richiesta che era stata in precedenza rifiutata dalla regina Elisabetta I nel 1584. Nonostante questa non indifferente portata di introiti, Hilliard venne imprigionato nella prigione di Ludgate nel 1617 per i suoi debiti. Suo suocero, morto nel 1591, consapevole delle doti dilapidatorie del genero, lasciò nel suo testamento precise istruzioni affinché il patrimonio a beneficio di sua figlia venisse amministrato per mano della gilda della Worshipful Company of Goldsmiths.

### Il ritorno in patria
Dopo il suo ritorno dalla Francia, Hilliard si stabilì in una residenza nei pressi di Cheapside, una celebre strada di Londra, dove restò dal 1579 al 1613. Dopo questa data si trasferì in una non meglio precisata dimora nei pressi di St Martin-in-the-Fields, fuori da Londra ma più vicino alla corte inglese. In questo periodo iniziò ad insegnare la sua arte al figlio Laurence, ma ebbe altri allievi tra i quali il più celebre è il miniaturista Isaac Oliver. Sembra che in questo periodo egli desse lezioni di pittura anche a semplici dilettanti abbastanza facoltosi da pagare i suoi onorari, come appare da una lettera del 1595 dove una non ben nota gentildonna afferma di aver ricevuto da Hilliard delle lezioni per imparare l'arte del ritratto.
Hilliard continuò a lavorare come orefice, e creò dei gioielli che divennero celebri, tra i quali spicca il Lyte Jewel, donato dal generoso Giacomo I a un suo protetto, Thomas Lyte, nel 1610, o l'Armada Jewel, donato da Elisabetta a Sir Thomas Heneage, o il Drake Pendant creato su commissione di Sir Francis Drake. In rispetto del culto della Regina Vergine, gran parte dei cortigiani erano soliti portare pendagli e gioielli con il ritratto miniato di Elisabetta, tutti in gran parte creati esclusivamente da Hilliard, così come la collezione personale della stessa regina, conservati gelosamente e segretamente in speciali casse chiuse a chiave, con l'effigie del suo amante, il Conte di Leicester.

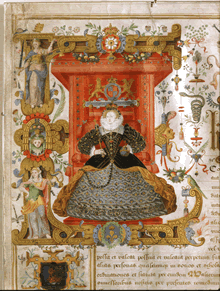
L'atto di fondazione dellEmmanuel College miniata da Hilliard nel 1584, con l'immagine della regina Elisabetta I sul trono contornata da vari simboli e ornamenti.

L'attività di miniaturista di corte portò a Hilliard diverse commissioni per la miniatura di importanti documenti dell'epoca, tra i quali spicca la carta di fondazione dell'Emmanuel College di Cambridge del 1584, dove Hilliard raffigura la regina sul trono contornata da ornamenti di stile che richiamano il rinascimento fiammingo.
Quando Hilliard ottenne da Giacomo I il monopolio sui ritratti di corte, le sue opere divennero meno accurate, tuttavia non mancano pregevoli lavori, come le catene d'oro con l'effigie del sovrano, create da Hilliard, che Roger Manners, Conte di Rutland, di ritorno da una sua missione diplomatica in Danimarca, ricevette in dono insieme agli altri membri dell'ambasciata.
L'alta stima tributata ad Hilliard dai suoi contemporanei è testimoniata dal poema The Storm del 1597, scritto dal celebre poeta John Donne, nel quale quest'ultimo cita ed elogia testualmente il grande ritrattista.
Hilliard morì il 3 gennaio 1619 e venne sepolto quattro giorni dopo nella parrocchia di St Martins-in-the-Fields, lasciando in eredità trenta scellini ai poveri della parrocchia, trenta scellini alle sue due sorelle, alcuni beni alla sua domestica, e tutto il resto delle sue proprietà al suo unico erede testamentario, il figlio Lawrence Hilliard.
Gran parte di suoi ritratti sono conservati al Victoria and Albert Museum di Londra e alla National Portrait Gallery.

### L'arte della miniatura
Hilliard lasciò un trattato ora noto con il nome di L'arte della miniatura, databile intorno al 1660, e ora conservato alla Bodleian Library. Sebbene si fosse a lungo creduto che l'autore del trattato fosse John de Critz, un altro ritrattista di corte, grazie ad alcune lettere scritte da Hilliard al suo allievo Isaac Olivier è ormai quasi certo che l'opera sia a lui attribuibile.
Hilliard cita nel trattato i maestri ai quali si ispirò per il suo stile, fra questi troviamo Hans Holbein il Giovane e Albrecht Dürer che il ritrattista deve aver conosciuto tramite le sue stampe. Entrambi gli artisti erano già morti all'epoca della sua nascita ma attinse grandemente dal loro stile. Hilliard fece tesoro anche del suo soggiorno francese, e nel trattato fa chiari riferimenti al pittore e teorico dell'arte Gian Paolo Lomazzo.
Dopo il 1570 il suo stile mostrò però pochi cambiamenti. Dal 1590 in poi Hilliard ebbe come suo rivale il suo vecchio allievo Isaac Oliver, che entrò come artista di corte al servizio della regina Anna di Danimarca nel 1604 e poi di Enrico Federico, Principe di Galles dal 1610.